# Plac Konstytucji 3 Maja w Opolu
Plac Konstytucji 3 Maja w Opolu – popularnie zwany Rondem - jedno z głównych skrzyżowań w mieście, na przecięciu ulic Książąt Opolskich, Budowlanych i Nysy Łużyckiej. Skrzyżowanie jest dwupoziomowe, nad rondem poprowadzono dwujezdniową estakadę, którą do lutego 2007 biegła droga krajowa nr 94, a przedtem również nr 45 i nr 46. Na rondzie rozpoczyna swój bieg droga wojewódzka nr 454 w kierunku Namysłowa.
Dobrze rozpoznawalnymi elementami tego obszaru są 4 charakterystyczne bloki mieszkalne wybudowane w latach 60. XX wieku. Imię Konstytucji 3 Maja nadano temu miejscu między 1978 a 1983 rokiem.